# Galini
Galini o Agia Galini (en griego Αγία Γαλήνη) es una aldea a 15 kilómetros al este de Ierápetra. Es parte del municipio de Makrys Gialos en la isla de Creta, en Grecia. Se ha convertido en un centro turístico.
Gracias a su posición idílica, Galini se transformó en los setenta y ochenta de un pequeño pueblo pesquero en un centro del turismo de masas. Posee numerosos hoteles, pensiones, tabernas, bares y discotecas, así como un campamento vacacional. 
Aparte del turismo, la agricultura, incluida la producción en invernaderos, forma una importante fuente de ingresos para la región alrededor de Galini.
Frente a la costa se hallan las islas de Paximadia. En la cercanía se encuentra una zona militar de acceso restringido.

## Historia
Agia Galini fue fundada en 1884. Antiguamente en el mismo lugar había existido una población llamada Sulia o Sulina, el puerto de la antigua Sibrita. La diminuta iglesia de Galini Christos fue construida en la Edad Media sobre las ruinas de un templo de la diosa Artemisa.

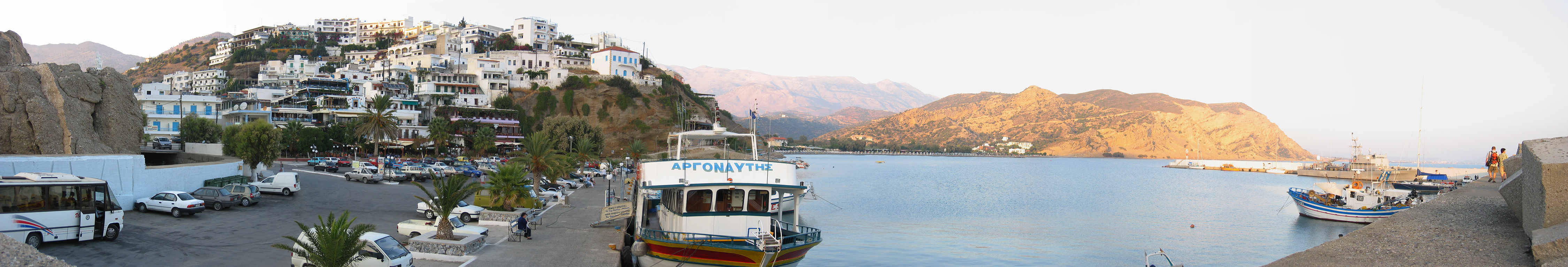
Agía Galíni, Panorámica del puerto.